# Sword of Honour

Sword of Honour est un téléfilm britannique réalisé par Bill Anderson, diffusé en 2001, d'après l'œuvre d'Evelyn Waugh.

## Synopsis
Pendant la deuxième Guerre mondiale, le riche Guy Crouchback décide pour exorciser ses propres démons, de rejoindre le plus dur des commandos de l'armée britannique. Derrière les lignes ennemies, plusieurs de ses frères d'armes paient le prix fort de leur engagement pour la liberté.

## Fiche technique
- Réalisation : Bill Anderson
- Genre : Action
- Durée : 180 minutes

## Distribution
- Will Adamsdale
- Nick Bartlett
- Christopher Benjamin
- Nicholas Boulton
- Katrin Cartlidge
- Daniel Craig
- Euan Morton

## Note
Ce film n'ayant remporté aucun succès au box-office américain est ressorti en DVD après Casino Royale, en raison de la célébrité acquise par l'acteur britannique Daniel Craig.